# Shenlong (Automarke)
Shenlong war eine Automarke aus der Volksrepublik China.

## Markengeschichte
Dongfeng Peugeot Citroën Automobile aus Wuhan führte die Marke 1992 ein. Angeboten wurden Personenkraftwagen und kleine Nutzfahrzeuge auf dieser Basis. 2004 kam das Aus.

## Fahrzeuge
Im Angebot standen Fahrzeuge nach Lizenzen von Citroën. Das erste Modell war ab September 1992 der Fukang, der auf dem Citroën ZX mit Schrägheck basierte. Zur Wahl standen Vierzylindermotoren mit 1600 cm³ Hubraum und 88 PS und mit 106 PS. Im August 1998 ergänzte der Fukang 988 mit Stufenheck auf gleicher Basis das Sortiment, für den die gleichen Motoren zur Verfügung standen.
| Jahr | Produktionszahl | Quelle      |
| ---- | --------------- | ----------- |
| 2000 | 53.900          | [ 2 ] [ 4 ] |
| 2001 | 52.850          | [ 2 ] [ 4 ] |
| 2002 | 47.460          | [ 2 ] [ 4 ] |
| 2003 | 45.353          | [ 2 ] [ 4 ] |
| 2004 | 0               | [ 4 ]       |